# Gabriel Díaz Alliende
Gabriel Díaz Alliende (Londres, 7 de abril de 1979) es un director, director de fotografía, camarógrafo, actor y músico chileno.

## Carrera
Estudió cine en la Escuela de Cine de Chile especializándose en Dirección de fotografía y cámara. 
Tiene una amplia trayectoria en dirección de fotografía y cámara en largometrajes, series y documentales para televisión, entre los que destacan los films En la cama, Lo bueno de llorar y La Sagrada Familia, y programas como Cárcel de mujeres, Los simuladores, Mi mundo privado, entre otras. En 2008 debutó en la dirección con la serie documental Humanos en el camino y en 2009 dirigió la serie de ficción Karma, ambas para Chilevisión.
En 2010 dirigió la segunda unidad de la serie de acción Prófugos para HBO Latinoamérica.
Durante 2011 y 2012 dirigió comerciales en Fábula Producciones.

## Filmografía

### Director de fotografía
- La gente está esperando
- El duelo
- Juego de verano
- En la cama
- La sagrada familia
- Lo bueno de llorar
- Solange on Love
- El diario de Agustín
- Rotting in the Sun

### Cámara
- Sábado
- La nana

### Actor
- Sábado
- La vida me mata

### Guionista
- La gente está esperando

## Televisión

### Director de fotografía
- Cárcel de mujeres
- Los simuladores
- Mi mundo privado

### Director
- Humanos en el camino (Chile)
- Karma
- HBO - Prófugos (Director de Segunda Unidad)

## Videografía
- Las niñas quieren verse bien - Pedro Piedra

Director de fotografía
- Vacaciones en el más allá - Pedro Piedra
- Taganga - Pícnic Kibun

## Premios y nominaciones
- Nominado Premios Altazor 2009: Mejor dirección (Humanos en el camino)